# 1. миленијум п. н. е.
1. миленијум п. н. е. је миленијум, односно период који је започео 1. јануара 1000. п. н. е., а завршио 31. децембра 1. п. н. е.